# Temadag
En temadag är en dag som uppmärksammar ett visst tema, normalt sett årligen återkommande.
De flesta temadagar högtidlighålls ett bestämt datum varje år, medan ett mindre antal firas till exempel en specifik första veckodag i en viss månad. Vissa temadagar är lokala medan andra är internationella.
Temadagar instiftas av förmenta auktoriteter. Se till exempel artikeln FN:s internationella dagar för en utförlig genomgång av temadagar instiftade av Förenta nationerna. Många temadagar lanseras av kommersiella aktörer för att få sälja varor, till exempel kanelbullens dag.
I Sverige uppmärksammas vissa temadagar i förskolorna och skolorna, speciellt FN-dagen då många skolklasser uppför egna FN-spel med temat "krig och fred".

## Temadagar
Här följer ett urval av nationella och internationella temadagar. Observera att i denna uppräkning saknas många FN-dagar.

### Januari
| Datum                     | Dag                      |
| ------------------------- | ------------------------ |
| 3 januari                 | Världsreligionsdagen     |
| Tredje måndagen i januari | Martin Luther King-dagen |
| 21 januari                | Kramens dag              |
| 27 januari                | Förintelsens minnesdag   |

### Februari
| Datum       | Dag                             |
| ----------- | ------------------------------- |
| 2 februari  | Världsvåtmarksdagen             |
| 5 februari  | Runebergsdagen                  |
| 12 februari | Darwindagen                     |
| 14 februari | Alla hjärtans dag               |
| 21 februari | Internationella modersmålsdagen |
| 24 februari | Sverigefinnarnas dag            |
| 28 februari | Myggholkens dag                 |

### Mars
| Datum                   | Dag                                         |
| ----------------------- | ------------------------------------------- |
| Första torsdagen i mars | Fössta tossdan i mass                       |
| 4 mars                  | Bananens dag                                |
| 8 mars                  | Internationella kvinnodagen                 |
| 14 mars                 | Pi-dagen                                    |
| 21 mars                 | Rocka sockorna                              |
| 21 mars                 | Internationella skogsdagen                  |
| 21 mars                 | Internationella Downs syndrom-dagen         |
| 21 mars                 | Världspoesidagen (Unesco)                   |
| 22 mars                 | Internationella vattendagen (Unesco)        |
| 25 mars                 | Våffeldagen                                 |
| 30 mars                 | Bipolärdagen                                |
| 31 mars                 | International Transgender Day of Visibility |

### April
| Datum    | Dag                           |
| -------- | ----------------------------- |
| 2 april  | Internationella barnboksdagen |
| 7 april  | Världshälsodagen (WHO)        |
| 8 april  | Internationella Romadagen     |
| 15 april | Världens Konstdag             |
| 22 april | Jordens dag                   |
| 23 april | Världsbokdagen                |
| 24 april | Försöksdjurens dag            |
| 27 april | Engelbrektsdagen              |
| 28 april | Arbetsmiljödagen              |
| 29 april | Svenska friluftsdagen         |
| 29 april | Dansens dag                   |
| 30 april | Valborgsmässoafton            |

### Maj
| Datum                  | Dag                                                                                           |
| ---------------------- | --------------------------------------------------------------------------------------------- |
| 1 maj                  | Första maj                                                                                    |
| 1 maj                  | Världsskrattdagen                                                                             |
| Första lördagen i maj  | World Naked Gardening Day                                                                     |
| 3 maj                  | Världsdagen för pressfrihet (Unesco)                                                          |
| 4 maj                  | Star Wars-dagen (inofficiell)                                                                 |
| 9 maj                  | Europadagen (EU)                                                                              |
| Andra onsdagen i maj   | Syltkakans dag                                                                                |
| 12 maj                 | Internationella sjuksköterskedagen                                                            |
| 13 maj                 | Barnens dag                                                                                   |
| 15 maj                 | Internationella familjedagen                                                                  |
| 17 maj                 | Internationella dagen mot homofobi och transfobi                                              |
| 18 maj                 | Internationella museidagen                                                                    |
| 20 maj                 | Världsbidagen                                                                                 |
| Tredje torsdagen i maj | Internationella tillgänglighetsmedvetenhetsdagen                                              |
| 24 maj                 | Nationalparkernas dag                                                                         |
| 25 maj                 | Handduksdagen (bland annat till minne av Douglas Adams)                                       |
| 27 maj                 | Ostens dag                                                                                    |
| 28 maj                 | Internationella mensdagen                                                                     |
| 29 maj                 | Veterandagen och Internationella fredssoldatdagen                                             |
| 31 maj                 | Tobaksfria dagen                                                                              |
| Sista söndagen i maj   | Mors dag (i bland annat Sverige, andra datum, ofta tidigare i maj, förekommer i andra länder) |

### Juni
| Datum   | Dag                                 |
| ------- | ----------------------------------- |
| 5 juni  | Världsmiljödagen (UNEP)             |
| 8 juni  | Världshavsdagen                     |
| 8 juni  | Världsstickningsdagen[källa behövs] |
| 9 juni  | Internationella arkivdagen          |
| 10 juni | Internationella heraldikdagen       |
| 12 juni | Helsingforsdagen                    |
| 13 juni | De vilda blommornas dag             |
| 20 juni | Världsflyktingdagen                 |
| 21 juni | Nude Hiking Day                     |

### Juli
| Datum   | Dag                                                  |
| ------- | ---------------------------------------------------- |
| 17 juli | Internationella emojidagen (instiftat av Emojipedia) |
| 18 juli | Mandeladagen                                         |
| 26 juli | Bellmansdagen                                        |

### Augusti
| Datum      | Dag                                                      |
| ---------- | -------------------------------------------------------- |
| 6 augusti  | Hiroshimadagen                                           |
| 13 augusti | Vänsterhäntas dag                                        |
| 20 augusti | Arkeologidagen (RAÄ)                                     |
| 23 augusti | Köttbullens dag                                          |
| 23 augusti | Europeisk minnesdag för stalinismens och nazismens offer |
| 27 augusti | Raoul Wallenbergs dag                                    |

### September
| Datum                    | Dag                             |
| ------------------------ | ------------------------------- |
| Andra helgen i september | Kulturarvsdagen                 |
| 12 september             | Geologins dag                   |
| 20 september             | Allemansrättens dag             |
| 21 september             | Internationella fredsdagen      |
| 22 september             | Internationella bilfria dagen   |
| 23 september             | Astronomins dag och natt        |
| 26 september             | Europeiska språkdagen           |
| 28 september             | Internationella aborträttsdagen |
| 30 september             | Internationella översättardagen |

### Oktober
| Datum                      | Dag                                                              |
| -------------------------- | ---------------------------------------------------------------- |
| Första måndagen i oktober  | Internationella barndagen (Firas på olika datum internationellt) |
| 1 oktober                  | Vegetariska världsdagen                                          |
| 2 oktober                  | Lantbruksdjurens dag                                             |
| 4 oktober                  | Kanelbullens dag                                                 |
| 4 oktober                  | Djurens dag                                                      |
| 5 oktober                  | Internationella lärardagen                                       |
| 10 oktober                 | Världsdagen för mental hälsa                                     |
| 11 oktober                 | Internationella flickdagen                                       |
| 13 oktober                 | No Bra Day                                                       |
| 16 oktober                 | Världshungerdagen (FAO)                                          |
| 17 oktober                 | Internationella dagen för utrotande av fattigdom                 |
| Tredje torsdagen i oktober | Offentliga måltidens dag                                         |
| 22 oktober                 | Internationella stamningsdagen                                   |
| 24 oktober                 | FN-dagen                                                         |
| 24 oktober                 | Världsdagen för information om utvecklingsfrågor                 |
| 27 oktober                 | Internationella skolbiblioteksdagen                              |
| 27 oktober                 | Internationella nalledagen                                       |
| 28 oktober                 | Bilens dag                                                       |
| 29 oktober                 | Internationella Internet-dagen                                   |

### November
| Datum                                                              | Dag                                                                        |
| ------------------------------------------------------------------ | -------------------------------------------------------------------------- |
| 1 november                                                         | Internationella vegandagen                                                 |
| Andra söndagen i november                                          | Fars dag (i Finland, Norge och Sverige. Andra länder firar på andra dagar) |
| Tredje torsdagen i november                                        | Internationella filosofidagen                                              |
| 6 november                                                         | Gustav Adolfsdagen                                                         |
| 7 november                                                         | Kladdkakans dag                                                            |
| 9 november                                                         | Arkivdagen (RAÄ)                                                           |
| 11 november                                                        | Chokladens dag                                                             |
| 13 november                                                        | Smörgåstårtans dag                                                         |
| 14 november                                                        | Världsdiabetesdagen (WHO, IDF)                                             |
| 14 november                                                        | Ostkakans dag                                                              |
| 17 november                                                        | De studerandes dag                                                         |
| 19 november                                                        | World Day for Prevention of Child Abuse                                    |
| 19 november                                                        | Internationella mansdagen                                                  |
| 20 november                                                        | Internationella barndagen (FN)                                             |
| 23 november                                                        | Fibonacci-dagen                                                            |
| 25 november                                                        | Internationella dagen mot våld mot kvinnor                                 |
| Sista lördagen i november                                          | En köpfri dag                                                              |
| Dagen efter fjärde torsdagen i november (dagen efter Thanksgiving) | Black Friday                                                               |

### December
| Datum       | Dag                                                  |
| ----------- | ---------------------------------------------------- |
| 1 december  | Världsaidsdagen                                      |
| 1 december  | Brandvarnardagen                                     |
| 1 december  | Glöggens dag                                         |
| 3 december  | Internationella funktionshinderdagen (FN)            |
| 10 december | Internationella dagen för mänskliga rättigheter (FN) |
| 10 december | Nobeldagen                                           |
| 10 december | Internationella djurrättsdagen                       |

### Rörliga dagar
Vissa temadagar saknar ett fast datum och kan därför inte sorteras in under en särskild månad
- Unik Butik-dagen
- Kemins dag
- Cyber Monday